# Tolprocarb
Tolprocarb eine chemische Verbindung aus der Gruppe der Carbamate, die als Fungizid gegen den Reisbrandpilz (Magnaporthe grisea) wirksam ist. Die Verbindung wurde von Mitsui Chemicals entwickelt.
Tolprocarb wirkt durch Hemmung der Polyketid-Synthase in der Melanin-Biosynthese.

Angriffspunkte von verschiedenen MBIs

## Zulassung
Tolprocarb ist in der Europäischen Union und in der Schweiz nicht als Pflanzenschutzwirkstoff zugelassen.